# Platypalpus soror
Platypalpus soror är en tvåvingeart som beskrevs av Smith 1969. Platypalpus soror ingår i släktet Platypalpus och familjen puckeldansflugor. Inga underarter finns listade i Catalogue of Life.